# Hannoverscher Schwimmverein von 1892
Der Hannoversche Schwimmverein von 1892 e. V. (HSV von 1892) ist der älteste auf den Schwimmsport ausgerichtete Verein der niedersächsischen Landeshauptstadt Hannover. Der für Männer und Frauen offene eingetragene Verein bietet neben Leistungssport auch Freizeitsport an. Neben Schwimmen wird auch Wasserball und Sporttauchen angeboten.

## Geschichte
Der heutige Verein wurde ursprünglich zur Zeit des Deutschen Kaiserreichs im Jahr 1892 als „1. Hannoverscher Schwimmer Club“ gegründet – und sah zunächst die Beteiligung ausschließlich durch Männer vor. Doch schon wenige Jahre nach der Vereinsgründung öffnete sich der „Club“ im Jahr 1896 auch für Frauen.
Bei der Eröffnung des Goseriedebades im Jahr 1905 veranstaltete der Verein gemeinsam mit den beiden anderen hannoverschen Schwimmvereinen Schwimmclub Delphin von 1898 und dem 1895 gegründeten Schwimmverein Neptun ein „Schwimmfest“. Zwar wurde der Schwimmsport seinerzeit in den Sommermonaten noch im Freien ausgeübt – „und zwar in einem bei Wülfel gelegenen Teich“ – doch in der kalten Jahreszeit waren die drei Hallen des Goseriedebades für die Schwimmvereine unentbehrlich.
1907 war der 1. Hannoverscher Schwimmer Club Ausrichter der ebenfalls in Wülfel veranstalteten deutschen Schwimmmeisterschaften 1907.

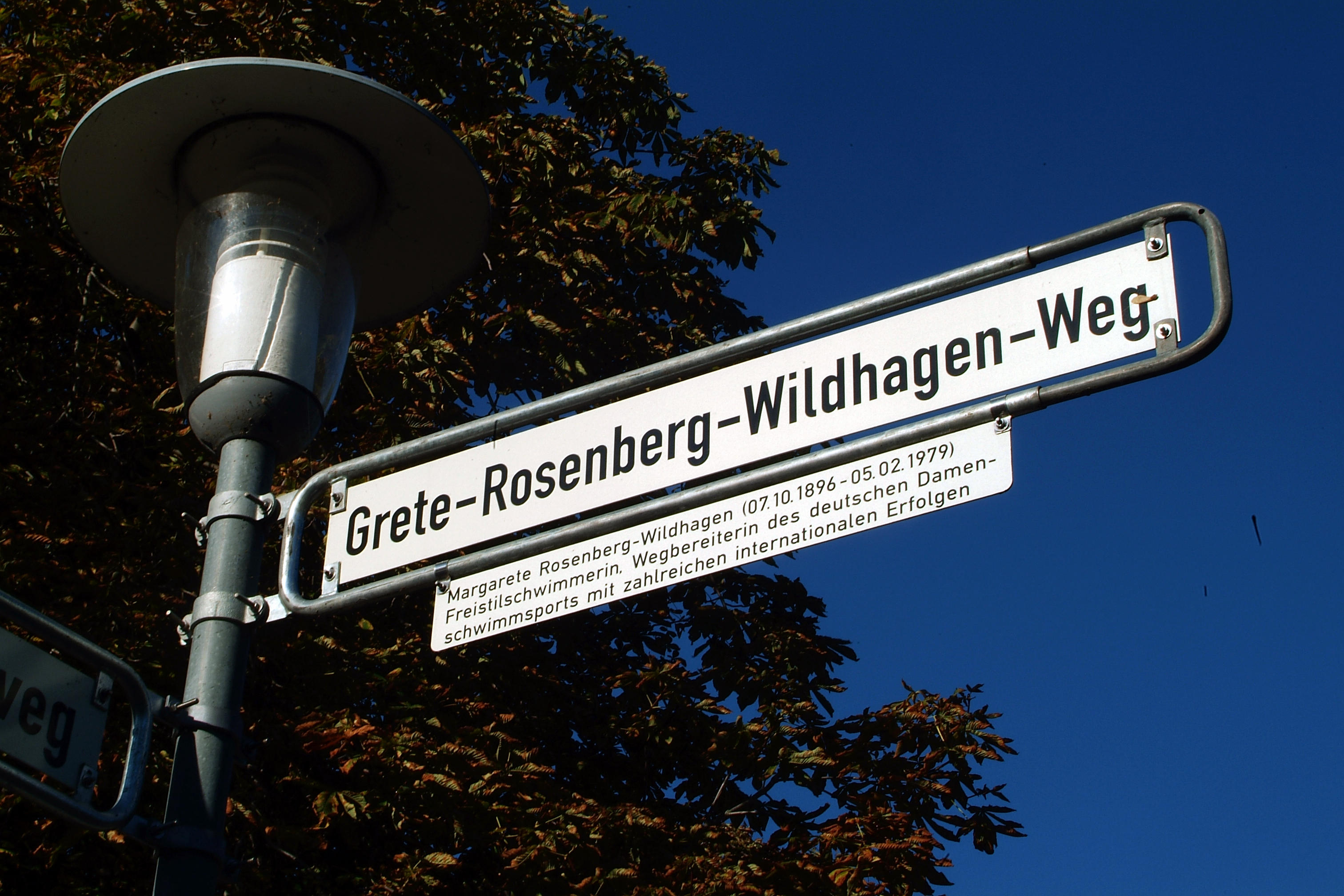
Der Grete-Rosenberg-Wildhagen-Weg mit Legendentafel am Sportpark Hannover

Bei den Olympischen Sommerspielen 1912 in Stockholm gewann das Vereinsmitglied Paul Günther die Goldmedaille im Kunstspringen und wurde damit erster Olympiasieger aus Niedersachsen. Zwei Schwimmerinnen des Vereins, Grete Rosenberg und Hermine Stindt errangen ebenfalls in Stockholm die Silbermedaille über 4 × 100 Meter Freistil.
1913 schloss sich der 1. Hannoversche Schwimmer Club mit dem Schwimm-Club Delphin von 1898 und dem Schwimmverein Delphin zusammen.
Nach dem Ersten Weltkrieg fusionierte der Club 1919 mit dem Schwimmverein Neptun zu dem noch heute genutzten Namen unter der Kurzbezeichnung HSV von 1892 e. V.
Erfolgreichste Sportlerin des HSV war Grete Rosenberg, die von 1913 bis 1922 acht Mal in Folge deutsche Meisterin über 100 Meter Kraulen wurde.
Ebenfalls zur Zeit der Weimarer Republik richtete der HSV in dem neu errichteten Lister Bad die deutschen Schwimmmeisterschaften des Jahres 1927 aus.
Nach der Machtergreifung und während der Zeit des Nationalsozialismus wurde der Verein im Zuge der Gleichschaltung auch Hannoverscher Schwimm-Verein oder schlicht Schwimm-Verein genannt, aber auch Nationalsozialistischer Reichsbund für Leibesübungen. Hannoverscher Schwimm-Verein (H-S-V). Im Jahr der Reichspogromnacht konnte der HSV 1938 sein eigenes Schwimmbad inklusive Vereinsheim in Herrenhausen als HSV-Bad eröffnen.
Nach dem Zweiten Weltkrieg nahmen Mitglieder des HSV erfolgreich an den deutschen Schwimmmeisterschaften 1949 in Peine teil, ähnlich wie im Folgejahr 1950 bei den deutschen Hallen-Schwimmmeisterschaften in Kassel.
1980 gab der Schwimmverein die Nutzung des vereinseigenen HSV-Bades auf, nachdem der Westschnellweg noch 1966 nur teilweise ausgebaut war. In der Folge wurde das HSV-Bad zu einer alternativen Eventlocation namens Musiktheater Bad umfunktioniert. Zur Ausübung des Leistungs- wie auch Breitensports nutzt der Verein seit 1980 verschiedene Bäder in Hannover wie das Stadionbad am Maschsee oder das Fössebad. Hinzu kommt in den Sommermonaten das 1925 errichtete Volksbad Limmer.

## Persönlichkeiten
- Johann Gedrat (1883–1915), Turnlehrer und späterer DSV-Schwimmwart (1913–1915), leitete von 1901 bis 1903 und 1908 bis 1915 als Vorsitzender den später im HSV von 1892 aufgegangenen Schwimmsportverein Neptun von 1895.[6]
- Paul Günther[1] (1882–1945), Wasserspringer und Olympiasieger 1912
- Grete Rosenberg[1] (1896–1979), Schwimmerin, Olympiazweite 1912
- Hermine Stindt[7] (1888–1974), Schwimmerin, Olympiazweite 1912